# Franz Woltreck

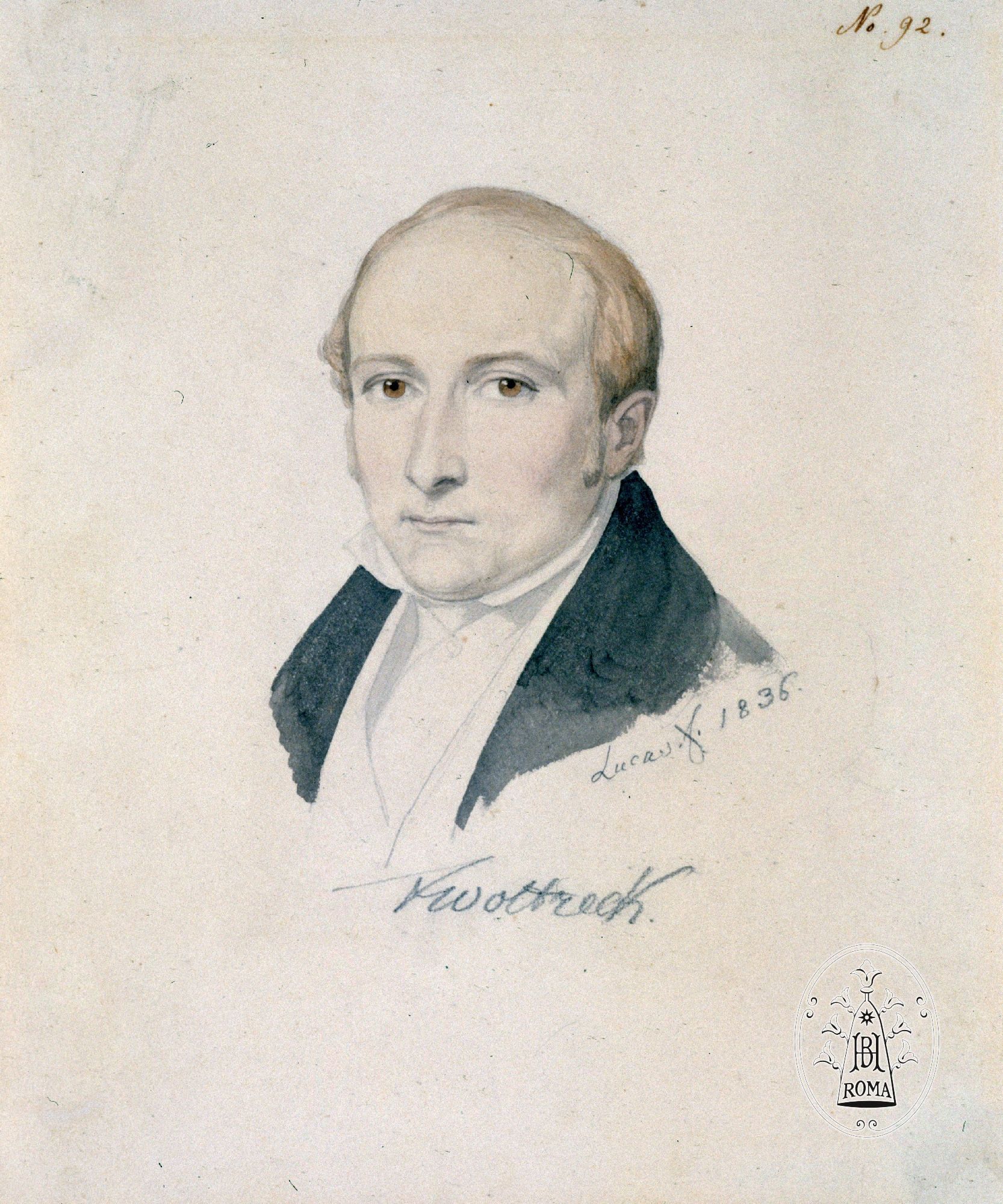
Franz Woltreck, gezeichnet von August Lucas, Rom 1836

Franz Woltreck (* 20. August 1800 in Zerbst; † 5. Dezember 1847 in Dessau) war ein deutscher Bildhauer.

## Leben
Im Kirchenbuch der Trinitatiskirche in Zerbst wird Franz Woltreck als Sohn des Ehepaars Johann Friedrich Woltreck und Sophie Friederike Woltreck, geborene Vollroth, geführt; es gibt jedoch auch die Theorie, dass er ein natürlicher Sohn des Herzogs Leopold III. von Anhalt-Dessau war. In seiner Kindheit schnitzte er, inspiriert durch die kriegerischen Zeiten 1813, Soldaten- und Reiterfiguren und verkleidete sie mit buntem Papier. Er wurde zu einem sogenannten Metallarbeiter in die Lehre gegeben, bei dem er Gefäße und Verzierungen in Gold, Silber und Messing herzustellen lernte, was zu dem Entschluss führte, in Wien das Zeichnen und Modellieren richtig zu erlernen. Dorthin brach Woltreck nach Abschluss seiner Lehrzeit auf. Er kam jedoch nur bis Kassel, wo er bei Werner Henschel vorsprach und dessen Schüler wurde. 1823 wurde er an der Akademie in Kassel mit einer Silbermedaille ausgezeichnet. Leopold IV. Friedrich von Anhalt unterstützte ihn ab 1824 mit 200 Reichstalern jährlich. Ab 1826 wurde diese Summe verdoppelt, nachdem sich Alexander von Humboldt dafür eingesetzt hatte.
Im Oktober 1824 ging Woltreck nach Paris. Dort arbeitete er als Stuckator für die Dekorationsfirma Borchardt & Thierry und bildete sich bei Eustache-Hyacinthe Langlois im Zeichnen aus. André Dutertre vermittelte ihm und später auch seinem jüngeren Bruder Friedrich die Bekanntschaft mit Pierre Jean David d’Angers, der ihn im Modellieren unterrichtete, ohne dafür eine Bezahlung zu verlangen. 1829 erkrankte Woltreck in Paris, 1830 kehrte er nach Deutschland zurück. Er arbeitete im folgenden Jahr in Berlin, unter anderem modellierte er dort Bildnismedaillons für den Hof. Im Herbst 1831 reiste er über München nach Florenz. Nach erneuter Erkrankung erreichte er Rom im Januar 1832.
Franz Woltreck unterhielt unter anderem eine Bekanntschaft mit Bertel Thorvaldsen, den er 1833 porträtierte. In den Jahren 1836 und 1837 hielt er sich in München auf. Unter anderem schuf er dort zwei Büsten für die Walhalla, außerdem viele Bildnismedaillons. In seiner Münchner Zeit unterrichtete er auch die 1811 geborene Octavie de Lasalle.
Über Dresden reiste er im Herbst 1837 nach Dessau zurück; im Folgejahr hielt er sich unter anderem in Köthen, Potsdam und Weimar auf. Den Weihnachtsabend 1838 verbrachte er im Haus Goethe. Aus dieser Zeit stammen Porträts von Ottilie von Goethe und von Johann Peter Eckermann, ferner wohl auch die Nachbildung des Kopfes des Hundes Brunhilde, eines Begleiters der Kronprinzen, der 1839 gestorben war. Diese Nachbildung wurde in Zinkguss ausgeführt und an der Südseite der Pergola des Schlosses Charlottenhof befestigt, wo es bis 1977 überdauerte und dann gestohlen wurde.
Bis April 1839 war Woltreck wieder in München, wo er eine Büste für die Walhalla schuf. Dann ging er wieder nach Paris. Samuel Hahnemann porträtierte er in einer lebensgroßen Büste. Im Sommer 1840 ging er nach Carrara. In den folgenden Jahren hielt er sich abwechselnd in Rom und Carrara auf. Ab Mai 1847 war Franz Woltreck – laut Wilhelm Hosäus infolge eines Schlaganfalls – gelähmt und geisteskrank.

## Werke

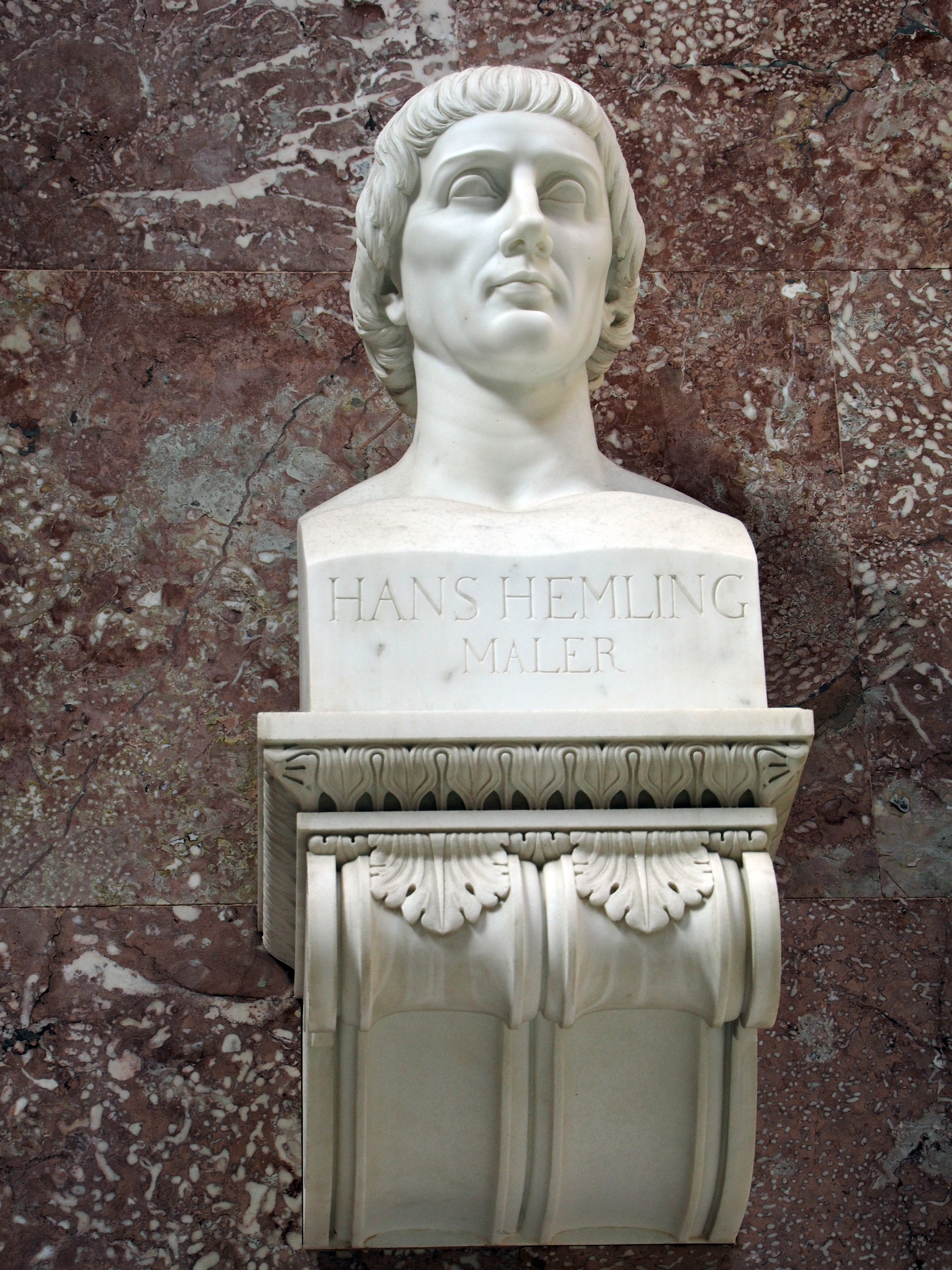
Büste des Malers Hans Memling, in der Walhalla bei Regensburg (1841)

Woltrecks Ziel war es gewesen, eine Sammlung von Porträts berühmter Zeitgenossen in Bronze zu gestalten. Diese sollte im Saal des Bibliothekpavillons auf der Plattform des Eisenharts im Wörlitzer Park untergebracht werden. Mehrheitlich wurden diese Porträts jedoch nur in Gips entworfen und gelangten, nachdem sie zunächst im Schloss Kühnau bei Dessau aufbewahrt worden waren, später in das Landesmuseum Zerbst. Die Staatliche Münzsammlung in München übernahm 17 Bronzegüsse der in den Jahren 1836/37 entworfenen Medaillons. Woltreck schuf auch ein Hochrelief, das mit lebensgroßen Figuren die Vereinigung der beiden protestantischen Konfessionen darstellt. Es wurde in der St. Nikolaikirche in Zerbst aufgestellt und ist dort im beschädigten Zustand erhalten.